# Oxira dislocata
Oxira dislocata là một loài bướm đêm trong họ Noctuidae.